# Hermann Bollé
Pour les articles homonymes, voir Bollé.
Hermann Bollé (né le 18 septembre 1845 à Cologne − mort le 17 juillet 1926 à Zagreb) est un architecte autrichien. Il a travaillé en Croatie, où il vivait. 

## Œuvres
- Cathédrale de Zagreb
- Cathédrale de Đakovo
- Cathédrale de Križevci
- Cimetière de Mirogoj